# Fibroblast

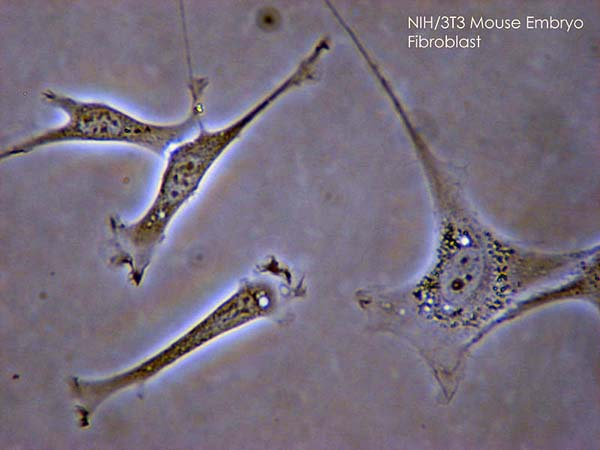
Fibroblasty v buněčné kultuře

Fibroblast je základní buňka vazivové tkáně rozptýlená u člověka v různých částech těla. Produkuje do okolí extracelulární matrix (mimobuněčnou hmotu) a různá vlákna (kolagen atp.). Má obvykle hvězdicovitý tvar, z výrazných organel zejména buněčné jádro, vyvinuté drsné endoplazmatické retikulum, Golgiho aparát a mitochondrie. Fibroblasty je velmi snadné kultivovat v laboratorním prostředí, proto jsou často voleny při výběru vhodných buněk na různé výzkumy.

## Funkce
Fibroblast je zřejmě nejméně specializovanou buňkou ze všech pojivových buněk. S tím také souvisí, že se zřejmě může za určitých podmínek přeměnit na jednu z mnoha dalších pojivových buněk, jako je osteoblast (kostní buňka), adipocyt (tuková buňka), chondrocyt (buňka chrupavky), ale i ve svalovou buňku hladké svaloviny. Rychle se dělí a produkuje stavební materiál. Účastní se např. hojení ran v místě, kde je poraněna pokožka.